# Chromalizus angolensis
Chromalizus angolensis là một loài bọ cánh cứng trong họ Cerambycidae.